# Ulak Makam
Ulak Makam is een bestuurslaag in het regentschap Merangin van de provincie Jambi, Indonesië. Ulak Makam telt 1094 inwoners (volkstelling 2010).